# Remo (sous-marin)
Pour les articles homonymes, voir Remo.
Le Remo est un sous-marin de la classe R ou classe Romolo, en service dans la Regia Marina pendant la Seconde Guerre mondiale.
Le navire a été nommé en l'honneur de Romulus et Rémus, une part de la mythologie romaine avec la légende des fondateurs de Rome.

## Caractéristiques
Les sous-marins de la classe R déplaçaient 2 155 tonnes en surface et 2 560 tonnes en immersion. Les sous-marins mesuraient 86,5 mètres de long, avaient une largeur de 7,86 mètres et un tirant d'eau de 5,34 mètres. Ils avaient une profondeur de plongée opérationnelle de 800 mètres. L'équipage se composait de 7 officiers et 51 sous-officiers et marins. Ils avaient une capacité de chargement de 600 tonnes.
Le système de propulsion était de type conventionnel, avec deux moteurs diesel TOSI pour la navigation de surface, d'une puissance totale de 2 600 chevaux-vapeur (1 900 kW), chacun entraînant un arbre d'hélice. En immersion, chaque hélice était entraînée par un moteur électrique Marelli de 450 chevaux-vapeur (336 kW). Ces moteurs électriques étaient alimentés par une batterie d'accumulateurs au plomb composée de 216 éléments. Ils pouvaient atteindre 13 nœuds (24 km/h) en surface et 6 nœuds (11 km/h) sous l'eau. En surface, la classe R avait une autonomie de 12 000 milles nautiques (22 000 km) à 9 noeuds (17 km/h); en immersion, elle avait une autonomie de 110 milles nautiques (200 km) à 3,5 noeuds (6,2 km/h).
Les sous-marins étaient uniquement armés pour l'autodéfense avec trois canons anti-aériens légers Breda 20/65 Mod. 1935 de 20 millimètres
Certains sous-marins ont pu être équipés d'une paire de tubes lance-torpilles internes de 45 cm (17,7 in) à l'avant et à l'arrière.

## Construction et mise en service
Le Remo est construit par le chantier naval Cantieri navali Tosi di Taranto (Tosi) de Tarente en Italie, et mis sur cale le 5 septembre 1942. Il est lancé le 28 mars 1943 et est achevé et mis en service le 19 juin 1943. Il est commissionné le même jour dans la Regia Marina.

## Historique
La mise au point, les essais et la formation de l'équipage sont beaucoup plus courts que d'habitude, en raison de l'urgence d'utiliser le sous-marin pour transporter des métaux depuis la Sardaigne,.
Le 15 juillet 1943, à 9h30, il quitte Tarente sous le commandement du lieutenant de vaisseau Salvatore Vassallo, à destination de Naples. Cependant, les Alliés, inquiets d'une possible utilisation du Remo (et de son navire-jumeau (sister ship) Romolo) pour le transport d'armes spéciales qui étaient en cours de développement en Allemagne, se sont enquis de son voyage par leur réseau d'espionnage et se sont arrangés pour l'attaquer avec des avions et des sous-marins en cours de route,.
A 18h30 le même jour du départ, le sous-marin britannique HMS United (P44) aperçoit le Remo et lance quatre torpilles sur lui. L'une d'elles touche le sous-marin qui coule en quelques minutes à la position géographique de 39° 19′ N, 17° 30′ E,.
Le commandant Vassallo et deux autres hommes qui se trouvaient dans la tourelle (kiosque) sont sauvés car ils ont été jetés à la mer. Du reste de l'équipage, qui se trouvait sous le pont, seul le sergent Dario Cortopassi a pu quitter le sous-marin,. 5 officiers et 50 sous-officiers et marins ont disparu en mer,.